# Tributos no Brasil
No Brasil, todos os entes federativos (União, Estados, Distrito Federal e Municípios) possuem competência tributária, ou seja, o poder de instituir, arrecadar e fiscalizar tributos, dentro dos limites estabelecidos pela Constituição Federal de 1988 e pelo Código Tributário Nacional. O sistema tributário brasileiro está fortemente baseado na Constituição Federal, que não apenas dispõe sobre as limitações ao poder de tributar, as competências tributárias e as imunidades, mas também contém regras tributárias detalhadas.
Os tributos no Brasil existem sob quatro formas: impostos, taxas, contribuição de melhoria e empréstimo compulsório.

## Espécies de tributo
Embora o artigo 145 da Constituição Federal e o artigo 5º do Código Tributário Nacional classifique expressamente como tributos apenas os impostos, taxas e contribuições melhoria, a doutrina majoritária e o Supremo Tribunal Federal entendem que o empréstimo compulsório e as contribuições também são espécies tributárias autônomas, por possuírem regime jurídico autônomo, de nítido caráter tributário. Colabora com esse entendimento o artigo 4º do Código Tributário Nacional, segundo o qual a "natureza jurídica específica do tributo é determinada pelo fato gerador da respectiva obrigação [tributária]", sendo irrelevantes a denominação, as características formais adotadas pela lei e a destinação legal do produto da arrecadação.
- Impostos - pagamento efetuado pelo cidadão para manter o funcionamento e prestação de serviços do Estado, mas que independe de qualquer atividade estatal específica em relação ao cidadão contribuinte;
- Taxas - relacionadas diretamente a um serviço prestado ou posto a disposição ao contribuinte, ou mesmo ao exercício do poder de polícia. As taxas não podem ter base de cálculo igual à dos impostos;
- Contribuição de melhoria - pode vir a ser cobrada para fazer face ao custo de obras públicas, como a construção de uma praça próxima à residência do contribuinte.

- Empréstimo compulsório (art. 148 da Constituição), para atender a despesas extraordinárias, decorrentes de calamidade pública, de guerra externa ou sua iminência; ou no caso de investimento público de caráter urgente e de relevante interesse nacional;
- Contribuições especiais, constantes do artigo 149 e 149-A da Constituição, onde se incluem as contribuições sociais, as contribuições previdenciárias, as contribuições de intervenção no domínio econômico (CIDE) e as contribuições de interesse das categorias profissionais.

## Gastos com Tributos
O brasileiro, em 2013, gastou em média R$ 8.664 com tributos, taxa, impostos e contribuições sociais.
Arrecadado, aproximadamente, através de: 
- 51% bens e serviços
- 25% folha de salários
- 18% renda
- 3% propriedade (IPTU,  IPVA)
- 2% outros (IOF)